# Bromley Green
Bromley Green est un hameau dans le district de Ashford dans le Kent.

## Transports

### Routes
- Autoroute M25
- Route A25